# They Might Be Giants (gruppo musicale)
They Might Be Giants (generalmente abbreviato in TMBG) è un duo alternative rock statunitense, formato da John Linnell e John Flansburgh, comunemente noti come The Two Johns o John & John.
Le canzoni più famose dei TMBG sono probabilmente i singoli dei loro primi tre album, Don't Let's Start (da They Might Be Giants), Ana Ng (da Lincoln) e Birdhouse in Your Soul (da Flood).
La loro apparizione nello spettacolo Tiny Toon Adventures ha fatto guadagnare loro un riconoscimento per le canzoni Particle Man e Istanbul (Not Constantinople). Sono anche conosciuti per il brano Boss of Me, colonna sonora della sitcom televisiva Malcolm per la quale hanno vinto un Grammy Award.

## Storia
I due John si incontrarono per la prima volta a Lincoln (Massachusetts). Iniziarono a scrivere canzoni insieme alle superiori, ma non formarono mai ufficialmente un gruppo. Dopo le superiori andarono in due diverse università; Linnell si unì ai The Mundanes, un gruppo new wave di Rhode Island. I due, finalmente riuniti, si trasferiscono a Brooklyn per continuare la loro carriera.
I due iniziarono a suonare la loro musica, accompagnati da un campionatore di batteria, e diventarono presto conosciuti nell'ambiente underground di Manhattan. Nonostante avessero un forte seguito locale, riuscirono solo con molta difficoltà ad ottenere un contratto discografico. Fecero molte prestazioni live a New York, ma quando Linnell si ruppe il polso in un incidente con la bici e l'appartamento di Flansburgh fu scassinato e tutte le sue chitarre rubate, misero su il sistema Dial-A-Song con una segreteria telefonica collegata ad un nastro con le loro canzoni più famose. Presto furono notati dalla Bar/None Records e si guadagnarono un articolo sulla rivista People.
Il duo pubblicò il suo primo album omonimo nel 1986, e il primo singolo estratto divenne una hit delle radio del college. Il videoclip per Don't Let's Start divenne una hit su VH1, facendo guadagnare alla band un seguito maggiore.
Nel 1988 pubblicarono il loro secondo album, Lincoln. Questo album generò parecchia sorpresa nell'industria musicale statunitense quando, nella prima settimana di messa in vendita superò The Joshua Tree degli U2 collocandosi al primo posto della Billboard College Charts (l'equivalente statunitense delle classifiche "Alternative/Indipendenti" in altre parti del mondo) quando molti si aspettavano che gli U2 rimanessero al primo posto fino alla fine dell'anno. Il primo singolo da Lincoln, Ana Ng, raggiunse l'89º posto nelle classifiche del Regno Unito.
Nel 1989, firmarono un contratto con Elektra Records, e pubblicarono il loro terzo album Flood l'anno seguente. Flood gli fece guadagnare un disco d'oro, grazie ai singoli Birdhouse in Your Soul, che raggiunse il sesto posto nelle classifiche del Regno Unito, e Istanbul (Not Constantinople).
Un ulteriore interesse al gruppo fu portato da un paio di video musicali interpretati dai cartoni animati della Warner Brothers Tiny Toon Adventures: "Istanbul (Not Constantinople)" e "Particle Man". Questo riflette l'elevato interesse da parte dei bambini che hanno i TMBG, risultante dalle loro canzoni assurde e allegre melodie.
In seguito a questi successi, la Bar/None Records pubblicò la collezione di B-sides e rarità Miscellaneous T nel 1991. Il 1992, anno di messa in vendita di Apollo 18, vide Flansburgh e Linnell attrarre un gruppo di supporto, formato dai precedenti bassista e batterista dei Pere Ubu, rispettivamente Tony Maimone e Brian Doherty. Seguirono diversi album, inclusi John Henry (1994) e Factory Showroom (1996).
Nel 1999, l'aspetto sempre nuovo e decentralizzato del gruppo diede vita ai The Band of Dans, formando un full di John e Dan per quasi cinque anni. The Band of Dans era un trio di ragazzi di nome Dan: chitarrista Dan Miller, batterista Dan Hickey e bassista Danny Weinkauf. Nel 2004, tuttavia, Dan Hickey lasciò il gruppo e fu rimpiazzato da Marty Beller, che aveva già suonato con i TMBG in spettacoli per bambini in altri progetti.
Sempre nel 1999, i They Might Be Giants diventarono il primo gruppo musicale ad aver mai pubblicato un intero album esclusivamente su Internet. L'album, Long Tall Weekend, è reperibile dal servizio "TMBG Unlimited" di EMusic.
I They Might Be Giants hanno anche composto colonne sonore per il cinema e la televisione, tra cui The Oblongs, la miniserie della ABC News Brave New World, e Ed and His Dead Mother. Hanno anche eseguito la colonna sonora ("Dog on Fire", composta da Bob Mould) per il The Daily Show con Jon Stewart che ha vinto il Peabody Award. Più recentemente, hanno composto ed eseguito le musiche per la serie della TLC Resident Life e una canzone sul cartone Courage the Cowardly Dog.
La decisione di includere il singolo "Boss of Me" sia nella colonna sonora della serie televisiva Malcolm, sia nel CD con la compilation della serie, ha portato un nuovo seguito alla band. Questo dovuto anche al largo uso delle loro precedenti canzoni: ad esempio, nella prima serie di Malcolm, dove viene preso a pugni il bambino nella sedia a rotelle, si sente "Pencil Rain" dell'album Lincoln. "Boss of Me" diventa la seconda hit top-40 nel Regno Unito.
L'11 settembre 2001, distribuiscono l'album Mink Car e furono filmati come soggetto di un documentario fatto da AJ Schnack intitolato Gigantic: A Tale of Two Johns ovvero "Gigante: La storia di due John". Il film del 2002, si guadagnò ferventi articoli e diversi premi, e fu presentato in dozzine di festival. Il film divenne disponibile in DVD dal 2003.
Nel 2002 uscì il loro primo album per tutta la famiglia dal titolo No!. Che fu seguito nel 2003 dal loro primo libro, un libro illustrato per bambini con un EP incluso dal titolo Bed, Bed, Bed.
Nel 2004 pubblicarono l'EP Indestructible Object. Seguito da un nuovo album, The Spine, e un Ep associato, The Spine Surfs Alone. I TMBG collaborarono con la serie animata Homestar Runner per fornire le musiche a diversi cartoni e assunsero i creatori della serie per creare il video musicale per la loro canzone "Experimental Film". Fecero anche un tour visitando più di 30 città.
Inoltre, avviarono un loro negozio di musica online, nel quale i clienti possono comprare MP3 delle loro canzoni per 10$ all'album. Con questo, il gruppo, risparmia i soldi che altrimenti andrebbero alle case discografiche. (Il negozio di MP3 dei TMBG Archiviato il 21 novembre 2008 in Internet Archive.)
I TMBG si impegnarono anche nel processo elettorale fornendo una canzone per la compilation Future Soundtrack For America, un progetto di John Flansburgh con l'aiuto di Spike Jonze e Barsuk Records. La raccolta fu pubblicata dalla Barsuk e conteneva atti indie, alternative, e di alto profilo come Death Cab for Cutie, The Flaming Lips, e Bright Eyes. Il tutto andò a favore di organizzazioni di sinistra come Music For America e MoveOn.org. I TMBG si rifecero alla canzone "Tippecanoe and Tyler Too", della campagna politica per l'elezione del presidente degli Stati Uniti del 1840.
In seguito al tour Spine Surfs the Hiway Tour del 2004, il gruppo annunciò che si sarebbe preso una pausa per impegnarsi su altri progetti, ovvero un musical prodotto da Flansburgh e scritto da sua moglie, Robin "Goldie" Goldwasser, intitolato People Are Wrong!.
Il 2005 vide la pubblicazione di Here Come the ABCs, il seguito del fortunato album per bambini No!. Disney Sound mise in vendita il CD e il DVD separatamente il 15 di febbraio.
Nel 2006 la band incide la sigla della serie statunitense La casa di Topolino, a cura della Walt Disney. Nel 2007 uscì The Else.
Nel corso del 2008 è uscito un album per bambini, Here Come the 123s, il seguito di Here Come the ABC's.
Nel 2009 hanno composto una canzone per il film d'animazione digitale Coraline della casa di produzione LAIKA. Hanno dapprima composto una decina di brani, ma solo uno è stato scelto e registrato: The Other Father Song.
Nel corso della loro carriera, Brian Dewan, creatore di musical di Brooklyn, è stato un frequente collaboratore e amico del gruppo. Disegnò molte delle copertine dei loro album — incluso il famoso palco di Lincoln — e suonò e cantò in molte delle loro canzoni, sia in studio che dal vivo.
Nel 2011, dopo altri album in studio e raccolte, è uscito in due "passi", l'album "Join Us", preceduto da un EP collo stesso titolo e 4 pezzi. Si tratta di un tentativo di tornare al vecchio sistema di promozione discografica basato sui singoli, piuttosto che sul format "lp", ormai superato dalla tecnologia che non richiede più l'esistenza di un supporto fisico.

## Il nome della band
In italiano "Potrebbero essere giganti".
Il gruppo prende il suo nome dal film del 1971 They Might Be Giants con George C. Scott e Joanne Woodward (basato sull'opera teatrale dallo stesso titolo di James Goldman.) Il titolo dell'opera teatrale (e del film) è un riferimento al Don Chisciotte, che prese mulini a vento per giganti. Il personaggio di George C. Scott discute sull'abilità umana di inventare e analizzare oltre l'ovvio, dicendo:

Certo, [Chisciotte] è andato un po' troppo oltre. Ha pensato che ogni mulino a vento fosse un gigante. Questo è da malati. Ma, pensando che potrebbero esserlo... Beh, tutte le migliori menti pensavano che la terra fosse piatta. Ma, cosa sarebbe se non lo fosse? Potrebbe essere rotonda. E la muffa del pane potrebbe essere una medicina. Se non avessimo mai guardato alle cose e pensato a quello che potrebbero essere, saremmo ancora là fuori nell'erba alta con le scimmie.

C'è una parodia del nome del gruppo nel romanzo di Terry Pratchett All'anima della musica! dal "gruppo rock" di nani, "Siamo Sicuramente Nani".

## Video musicali
Il gruppo ha fatto un video musicale per molte delle proprie canzoni.
- Put Your Hand Inside The Puppet Head (1986)
- Don't Let's Start (1986)
- Rabid Child (1986) (video amatoriale, non commercializzato pubblicamente)
- Ana Ng (1988)
- Purple Toupee (1988)
- They'll Need A Crane (1988)
- Birdhouse In Your Soul (1990)
- Istanbul (Not Constantinople) (1990) (versione della claymation)
- Istanbul (Not Constantinople) (1990) (animato, con personaggi dei Tiny Toons)
- Particle Man (1990) (animato, con personaggi dei Tiny Toons)
- The Statue Got Me High (1992) (esistono due versioni - la BBC ha trasmesso una variazione)
- The Guitar (1992)
- Snail Shell (1994)
- Doctor Worm (1998)
- Boss of Me (2001) (in anteprima sulla FOX, alcune trasmissioni su MTV2 e altre stazioni)
- Courage The Cowardly Dog (2003?) (animato a computer, trasmesso Cartoon Network)
- Experimental Film (2004) (animato, con i personaggi di Homestar Runner)

## Discografia

### Album studio
- They Might Be Giants (aka The Pink Album) (1986)
- Lincoln (1988)
- Flood (1990)
- Apollo 18 (1992)
- John Henry (1994)
- Factory Showroom (1996)
- Long Tall Weekend (1999, solo su internet)
- Mink Car (2001)
- No! (2002)
- The Spine (2004)
- Here Come the ABCs (2005)
- The Else (2007)
- Here Come the 123s (2008)
- Here Comes Science (2009)
- Join Us (2011)
- Nanobots (2013)
- Glean (2015)
- Why? (2015)
- Phone Power (2016)
- I Like Fun (2018)
- Book (2021)

### Album live
- Live!! New York City 10/14/94 (1994)
- Severe Tire Damage (1998)
- Live (1999)
- The Spine Hits the Road (2004)
- Almanac (2004)
- Venue Songs (2004)
- First Album Live (2014)

### Raccolte
- Don't Let's Start (1989)
- Miscellanous T (1991)
- Then: The Earlier Years (1997)
- Best of the Early Years (1999)
- They Got Lost (2002)
- Dial-A-Song: 20 Years of They Might Be Giants (2002)
- A User's Guide to They Might Be Giants (2005)
- Venue Songs DVD/CD (2005)
- Album Raises New and Troubling Questions (2011)
- Idlewild: A Compilation (2014)